# Говард Кіл
Го́вард Кіл (англ. Howard Keel; *13 квітня 1919 —†7 листопада 2004) — американський актор та співак.

## Молоді роки
Гарольд Кліффорд Кіл народився 13 квітня 1919 в містечку Гіллеспі в Іллінойсі у родині шахтаря Гомера Кіла та його дружини Грейс Остеркамп Кіл. Сім'я жила бідно. Батько любив випити, а мати, яка була домогосподаркою, притримувалася жорсткого методичного виховання дитини. До школи йому часто не давали ланчу, тож одна з вчительок, міс Роза Бурк, ділилася із ним своїм. Згодом, вже за часів популярності Кіла, він завжди надсилав їй квитки на свої вистави.
Коли Гарольду виповнилося 11, його батько помер і родина переїхала до Каліфорнії. Там хлопець навчався у «Fallbrook High School». По її закінченні Кіл був автомеханіком, а у роки Другої світової війни працював в авіакомпанії «Douglas».
Його природний баритон помітили колеги, і вже скоро Кіл почав брати участь у різноманітних заходах для розваги клієнтів компанії. Юнак швидко пройшов шлях від офіціанта, що співає, до переможця музичного конкурсу. Незабаром Гарольд вже брав участь у бродвейських постановках «Оклахома!» та «Карусель». «Оклахома!»став першим американським мюзиклом у повоєнні роки, що мав гастролі до Європи. Вистава відкривалася 30 квітня 1947 року в королівському театрі «Друрі-лейн» за присутності самої принцеси Єлизавети. Акторів викликали на біс чотирнадцять разів. Гарольд Кіл набув слави майбутньої великої зірки. Проживаючи в Лондоні, Гарольд вперше знявся у кінострічці. Дебютним фільмом став трилер «Маленький голос» режисера Фергуса МакДональда.

## Кінокар'єра

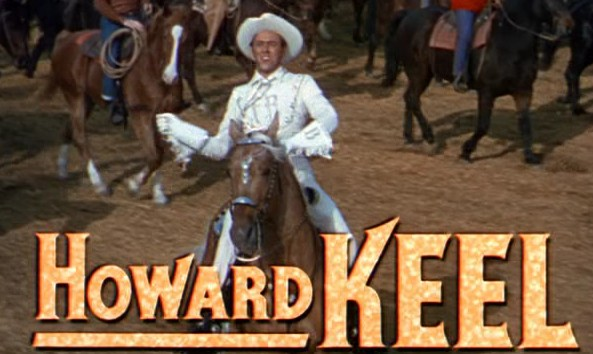
«Енні отримує вашу зброю» (1950)

Повернувшись із Лондону, Гарольд, який тепер змінив ім'я на Говард, підписав контракт із студією Metro-Goldwyn-Mayer. Першою його американською стрічкою став комедійний музичний вестерн «Енні отримує вашу зброю».Із першої ж ролі він став зіркою. Фільм номінувався на чотири премії «Оскар».
Згодом Говард знявся у таких вдалих мюзиклах як «Театр на плаву», «Поцілуй мене, Кет», «Сім наречених для семи братів», «Глибоко в моєму серці». Для музичних фільмів Говард був водночас власним Джоном Вейном, Ерролом Флінном та Кларком Гейблом. Та здавалося студія все ж таки не може знайти йому гідного застосування, пропонуючи ролі у фільмах B-класу.
У 1960-х Говард найчастіше знімався у вестернах. У «Військовому фургоні» його герой допомагає Тоу Джексону (Джон Вейн) у встановленні справедливості. А в «Червоному томагавку» сміливий капітан Том Йорк запевняв чарівну Ліл Дакоту, у виконанні Джоан Колфілд, що саме її знання можуть врятувати містечко від нападу індіанців.
Також він почав співпрацю з телестудіями і періодично знімався у серіалах.
Та в Америці змінювалися кінематографічні смаки, і знайти роботу ставало все важче. Говард почав багато пити і розійшовся вже з другою дружиною. Він влаштувався працювати у нічний клуб, інколи знімаючись у вестернах класу В, і заробляючи гроші на літніх акціях. Випадково Говард познайомився із молодою стюардесою, яка навіть ніколи не чула його імені. Того ж року вона стала його третьою дружиною. Із алкоголем було покінчено.
У семидесятих Говард знявся лише в одному епізоді телесеріалу «The Quest». 1980 року, намагаючись знайти роботу, він перевіз родину до Оклахоми, де сподівався стати акціонером нафтової компанії. Та не встигли вони як слід влаштуватися, як актора запросили на зйомки однієї з серій «Човни Кохання» із Джейн Пауелл. А після цих зйомок умовили взяти участь в кількох епізодах серіалу «Даллас». Глядачам дуже сподобався запальний нафтовий барон Клейтон Фарлоу у виконанні Говарда. Після цього його роль затвердили як постійну. Клейтон став другим чоловіком Еллі Юінґ.
Кар'єра Кіла знову пішла вгору. У віці 64 років він записав свій перший музичний альбом та дав кілька концертів у Великій Британії. Альбом розходився не надто швидко, але співати Говард продовжив і після «Далласу».
На початку 90-х він з'явився на телебаченні у серіалах «Вона написала вбивство» та «Вокер — техаський рейнджер». Останньою роллю Говарда Кіла став Рой Мардіс у картині «Дім мого батька», яка вийшла 2002 року.

## Громадська діяльність
1958 року Говарда Кіла обрали президентом Гільдії кіноакторів. Цю посаду він обіймав два роки.
1994 року актор із дружиною переїхали до Палм-Десерт, Каліфорнія. Залюбки він брав участь у багатьох благодійних акціях. Зокрема, Говард з Джуді брали участь у щорічному змаганні з класичного гольфу у Чеширі, де всі зібрані кошти пішли до Національного товариства запобігання жорсткому поводженню з дітьми.

## Особисте життя
Вперше Кіл одружився 17 березня 1943 року із акторкою німого кіно Розмарі Купер. Разом вони прожили п'ять років.
Тоді Говард закохався у танцівницю Хелен Андерсон і одружився з нею через три місяці після розлучення з Розмарі. Шлюб виявився вдалим. Подружжя провело разом двадцять один рік. У пари народилося троє дітей: доньки Кайя Ліана та Крістіна Елізабет і син Гуннар Луї. 1970 року Хелен пішла від чоловіка через те, що він почав вживати забагато спиртного.
В той самий час актор випадково зустрівся зі стюардесою Джуді Магамолл, молодшою від нього на 25 років. 21 грудня 1970 року вони одружилися. Нареченому на той час був 51 рік, нареченій —26. Через чотири роки народилася донька Леслі Грейс. Незважаючи на різницю у віці, шлюб виявився гармонійним і найтривалішим у житті Говарда. Із Джуді він не розлучався до самої смерті Говарда Кіла 7 листопада 2004 року.

## Цікавинки
- Актор мав ірландські корені.
- Дуже не любив, коли хтось, через помилку рекламного відділу студії, вважав, що його справжнє ім'я Гарольд Лік.
- Його доньці Кайї давала уроки плавання Естер Вільямс.
- Говард дуже полюбляв гольф.
- Через його величезний зріст (191 см) партнеркам по знімальному майданчику часто доводилось ставати на ящики, щоб опинятися поруч у кадрі.
- На зйомках вестерну «Енні отримує вашу зброю» зламав ногу, коли на неї при падінні навалився кінь, і лікувався шість тижнів.
- Роль у фільмі «Поцілуй мене, Кет» мав грати Лоуренс Олів'є. Режисер стрічки наполіг, щоб її віддали Говарду.
- Пройшов кастинг на головну роль у мюзиклі «Співаючи під дощем». Врешті решт у фільмі знявся Джін Келлі.
- Не погодився на роль Джока Юїнга, через повагу до її попереднього виконавця Джима Девіса, який раптово помер. Натомість зіграв Клейтона Фарлоу.
- Під час гастролей у Великій Британії у 80-х та 90-х мав звичку постійно дивитися на годинник, перевіряючи чи все йде за планом.

## Вибрана фільмографія
- 1948 — Маленький голос — Бок
- 1950 — Енні отримує вашу зброю — Френк Батлер
- 1951 — Театр на плаву — Ґейлорд Равенал
- 1951 — Карнавал у Техасі — Слім Шелбі
- 1953 — Відважні супротивники — король Камерон
- 1953 — Поцілуй мене, Кет — Фред Грем «Петруччо»
- 1954 — Сім наречених для семи братів — Адам Понтіпі
- 1954 — Глибоко в моєму серці — танцювальний номер
- 1955 — Кохана Юпітера — Ганнібал
- 1959 — Великий рибалка — Сімон Петро
- 1962 — День триффідів — Білл Месен
- 1967 — Червоний томагавк — капітан Том Йорк
- 1967 — Військовий фургон — Леві
- 1981 — Даллас — Клейтон Фарлоу
- 1986 — Америка Ірвінга Берліна
- 2002 — Дім мого батька — Рой Мардіс